# Ilija Evtimov
Ilija Evtimov (in bulgaro Илия Евтимов?; Sofia, 10 febbraio 1956) è un ex cestista bulgaro.
È il padre di Vasil Evtimov.

## Carriera
Con la Bulgaria ha disputato tre edizioni dei Campionati europei (1977, 1979, 1985).

## Palmarès
- Campionato bulgaro: 5

Levski Sofia: 1977-78, 1978-79, 1980-81, 1981-82, 1985-86
- Coppa di Bulgaria: 4

Levski Sofia: 1976, 1979, 1982, 1983